# Ghost In My Place EP
『Ghost In My Place EP』（ゴースト イン マイ プレイス イーピー）は、日本のロックバンド・FIVE NEW OLDが2016年6月8日にTWILIGHT RECORDSから発売した、1枚目のEPである。

## 概要
FIVE NEW OLD初となるEPで、CDのリリースとしてはアルバム『LISLE'S NEON』から約1年ぶり。
今作は音楽ストリーミングサービスでの配信はされていない。
バンドとしての枠を広げることを意識して制作された。
今作は80’sのリバイバルを意識しており、その時代を象徴するような色だということと、HIROSHIのギターと同色で、ライブでもイメージしやすいという理由でジャケットやMVにはサーフグリーンが多く採用されている。同じ理由で次作『WIDE AWAKE EP』のジャケットにもサーフグリーンが採用されている。
4月28日には、収録曲「Black & Blue」のイメージビデオが公開された。
5月30日には、表題曲「Ghost In My Place」のMVが公開された。
6月18日から8月4日まで、今作を引っ提げたツアー「"Ghost In My Place EP" Release Tour」が開催された。

## 収録楽曲
本作では、メンバー全員がひとり1曲自分の中でのリード曲を考えてきて、それをみんなで話し合ったうえで、Hiroshiが曲を形にするという方法で製作が進められた。本作の大きなテーマは、"曲の幅をさらに広げることにチャレンジする"ことだったという。
全作詞：Hiroshi Nakahara / 作曲：FIVE NEW OLD
1. Ghost In My Place (03:26)
  - 今作の表題曲。
  - アルバム『Too Much Is Never Enough』には再録した音源が収録されている[8]。また、更に新たに再録した音源がベストアルバム『FiNO is』に収録されている[9]。
  - Yoshiakiが考えたバラード調の楽曲が元になっている[7]。そこに、HiroshiとWataruが当時ハマっていたハウス・ミュージックの要素を加えて現在のような形になった[7]。デモ音源は4つから5つほど製作しており、完成形に当初のデモ音源の面影はほとんどないという[7]。
2. Follow Your Heart (03:52)
  - 本作の収録曲のバランスを考えたときに、既に完成していた、1980年代の要素が色濃く出ている「Poison」が浮いてしまわないように製作された楽曲で、80年代の要素も入ったアンセムのような楽曲を意識して製作された[7]。
3. Black & Blue (03:29)
  - Hiroshiが一人で製作した楽曲で、当初はバンドとして作品にするつもりは無かったが、締め切りが近いにも関わらず収録曲が出揃っていなかった際に、Hiroshiがこの楽曲の存在を思い出しメンバーらに聞かせたところ評判が非常に良かったため本作に収録された[7]。本作の収録曲のなかではすぐに完成したという[7]。
4. Poison (04:09)
  - Hiroshiが、1980年代のリバイバルを意識して製作した楽曲[7]。INXSから受けた影響を形にした楽曲だという[7]。

## 参加ミュージシャン
FIVE NEW OLD
- Hiroshi Nakahara（ボーカル・ギター）
- Wataru Omori（ギター・キーボード）
- Yoshiaki Nakai（ベース）
- Hayato Maeda（ドラムス）

Additional Musicians
- Nao Kawamura（コーラス）[Tr.1,2,3]
- Sarina（コーラス）[Tr.1,2,3]
- Kaya Ohtomo（コーラス）[Tr.1,2,3]
- KENNY from SPiCYSOL（コーラス）[Tr.1,2,3]
- Yosh from Survive Said The Prophet（コーラス）[Tr.1,2,3]
- Yoko from SKALL HEADZ（サックス）[Tr.1,4]
- amy from eimie（コーラス）

## タイアップ
| 使用年 | 曲名              | タイアップ                                              |
| ------ | ----------------- | ------------------------------------------------------- |
| 2016年 | Ghost In My Place | 関西テレビ放送『ミュージャック』6月度エンディングテーマ |